# Chavannes-sur-Reyssouze

Chavannes-sur-Reyssouze este o comună în departamentul Ain din estul Franței.